# Lepthyphantes sbordonii
Lepthyphantes sbordonii är en spindelart som beskrevs av Brignoli 1970. Lepthyphantes sbordonii ingår i släktet Lepthyphantes och familjen täckvävarspindlar.
Artens utbredningsområde är Iran. Inga underarter finns listade i Catalogue of Life.